# مرسدس-بنز ئی‌کیواس
مرسدس-بنز ئی‌کیواس یک سدان لوکس سایز بزرگ برقی در آینده است که توسط شرکت خودروسازی آلمان مرسدس-بنز تولید می‌شود. این خودرو بخشی از خانواده ئی‌کیو است، محدوده ای که شامل ۱۰ مدل جدید تا سال ۲۰۲۲ خواهد شد.

## ارائه
ئی‌کیواس در نمایشگاه بین‌المللی خودروی آلمان در سال ۲۰۱۹ به عنوان مرسدس-بنز ویژن ئی‌کیواس ارائه شد و پیش‌بینی آینده سدان برقی لوکس سری مرسدس بنز را برای سال ۲۰۲۱ اعلام کرد.

## جزئیات فنی

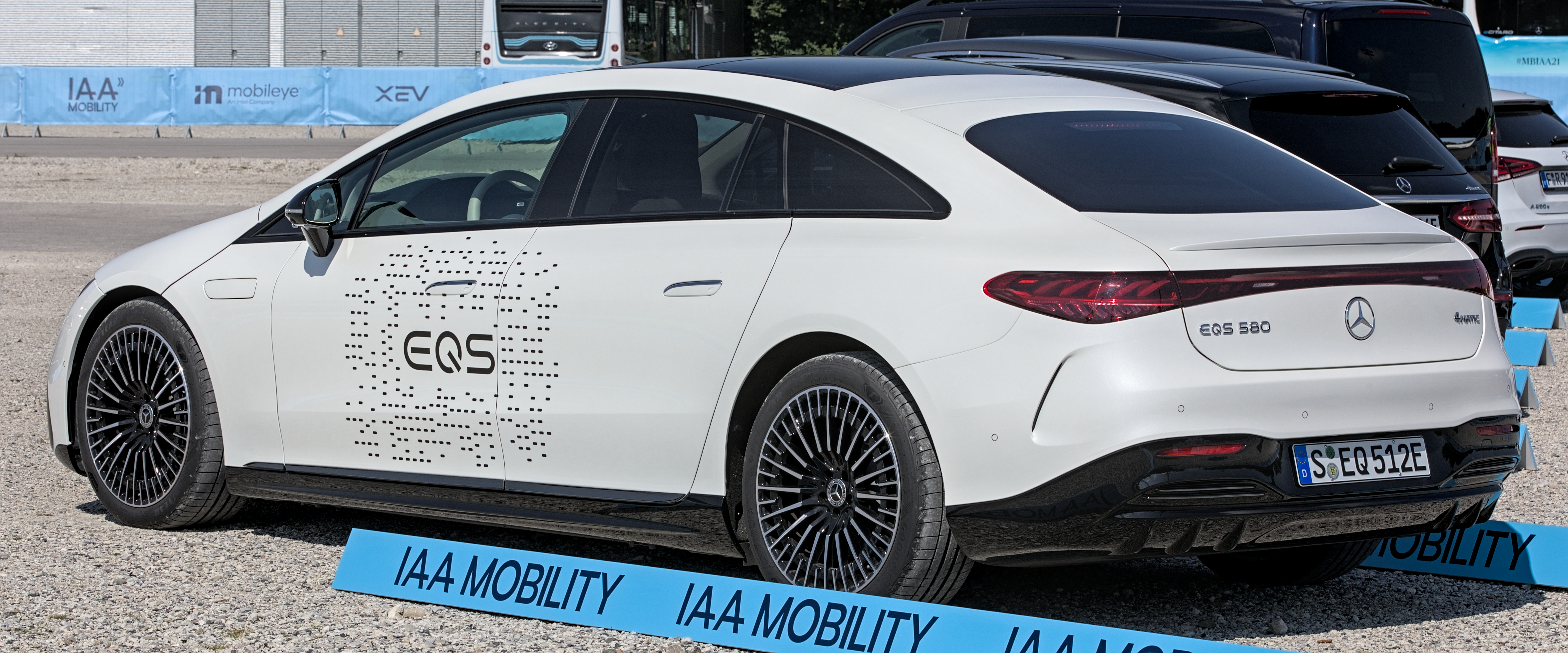
عکس مرسدس بنز ای کیو اس در نمایشگاه

ئی‌کیواس براساس پلتفرم فنی مخصوص مدل‌های الکتریکی به نام ام‌ئی‌ای، اولین مدل ئی‌کیو برای این کار ساخته شده‌است.